# Bozrah
Bozrah es un pueblo ubicado en el condado de New London en el estado estadounidense de Connecticut. En 2005 tenía una población de 2 445 habitantes y una densidad poblacional de 47 personas por km².

## Geografía
Bozrah se encuentra ubicada en las coordenadas 41°32′41″N 72°10′31″O / 41.54472, -72.17528.

## Demografía
Según la Oficina del Censo en 2000 los ingresos medios por hogar en la localidad eran de $57 059, y los ingresos medios por familia eran $65 481. Los hombres tenían unos ingresos medios de $45 291 frente a los $27 361 de las mujeres. La renta per cápita para la localidad era de $26 569. Alrededor del 3,7% de la población estaba por debajo del umbral de pobreza.